# Awarenmark

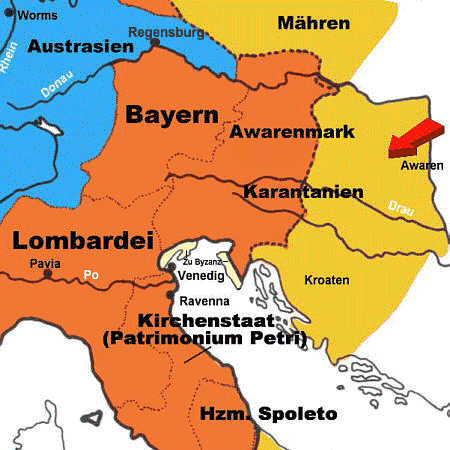
Die Awarenmark zur Zeit Karls des Großen

Die Awarenmark (Avaria) war zuerst eine fränkische und später ostfränkische Grenzmark. Weitere Bezeichnungen waren „oriens“, „terra avarorum“, „provincia avarorum“, „plaga orientalis“ („Ostland“) oder „Pannonische Mark“. Das Gebiet umfasste etwa das heutige Niederösterreich, Burgenland und Nordwestungarn. Die Mark sollte ursprünglich die Reichsgrenzen gegen die in Pannonien und Ost-Mitteleuropa herrschenden Awaren schützen. Nach dem Ende der Awarenkriege umfasste die Awarenmark auch große Teile des geschlagenen ehemaligen Awarenreiches selbst und nutzte zunächst deren Fürsten zur Kontrolle des Gebiets.

## Geschichte

### Kampf an der Grenze zwischen Franken und Awaren

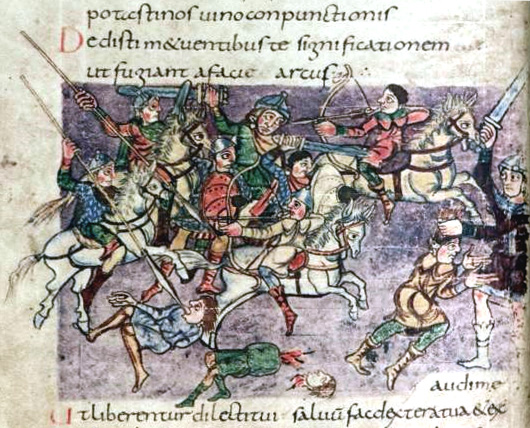
Darstellung aus dem Stuttgarter Psalter: Kampf zwischen Franken und Awaren

Die Awaren drangen ab etwa 560 von Zentralasien nach Europa vor. Im 7. und 8. Jahrhundert war das gesamte Gebiet der späteren Awarenmark Teil des Awarischen Reiches. Ab Mitte des 8. Jahrhunderts bedrohten die Awaren zunehmend die Interessen der Franken in strategisch bedeutsamen Regionen Mitteleuropas. Bereits zu Zeiten des Baiernherzogs Tassilo III. hatte Graf Ottocher, der Gründer von St. Pölten (771 Kloster St. Hippolyt), die Awaren auf dem Ybbsfeld besiegt und hinter den Kamp und den Wienerwald zurückgedrängt. Zum Schutz seines Reiches gegen die Awaren begann Karl der Große nach den kriegerischen Zusammenstößen von 788 mit dem Aufbau eines Grenzschutzes. Karls Schwager Graf Gerold in der Baar, seit der Entmachtung Tassilos 788 Präfekt in Baiern, war für den Schutz der Grenze verantwortlich. Nach dem Tod Gerolds wurde diese Funktion auf die Grafen Werner I., der in Lorch stationiert war, und Goteram aufgeteilt. Unterpannonien unterstand dem Herzog von Friaul.

### Ausbau und Erweiterung der Grenzmark

#### Unterwerfung der Awaren
In mehreren Etappen gelang es, die Awaren zu unterwerfen. Der erste Vorstoß erfolgte unter Karl dem Großen 791. Es folgten weitere Feldzüge in den Jahren 796, 803, 805 und 811. Das unter fränkischen Einflussbereich geratene Grenzgebiet wurde im Zuge dieser Kriege sukzessive bis weit nach Pannonien hinein vorgeschoben. Karls Awarenfeldzüge endeten mit der Unterwerfung des Chagans und weiterer awarischer Würdenträger. Noch vor deren endgültiger Unterwerfung hatte Karl ein awarisches Tributärfürstentum eingerichtet. Zwischen 799 und 803 kam es noch einmal zu Rebellionen der Awaren. Im Jahre 805 wurde zwischen Carnuntum und Sabaria ein abhängiges Fürstentum innerhalb der Awarenmark geschaffen. Die Oberhoheit darüber hatte zunächst der christliche Kapchan Theodor, später Chagan Abraham inne. Kirchlich wurde das Gebiet zwischen Enns und Raab dem Bistum Passau unterstellt. Der Erzbischof von Salzburg war für das Gebiet um den Plattensee sowie zwischen Raab, Donau und Drau zuständig, der Bischof von Aquileia für den Bereich südlich der Drau.

#### Selbstständige Grenzmark
Nach Ende der Awarenkriege wurde das ehemalige Awarenreich als selbständig organisierte Grenzmark in das Frankenreich eingegliedert und dem Präfekten Graf Werner I. unterstellt. Als Nachfolger Werners, die als Präfekten des bairischen Ostlandes auch für die Verwaltung der Awarenmark zuständig waren, sind bekannt: Albrih, Gotafrid, Gerold II. (ab spätestens 826 bis 832/33), Ratpot (832/833 bis 854) und Karlmann (ab 856). Sitz dieser Präfekten war Lorch. Die Lehnsträger (Grafen) der Mark besaßen besondere militärische Aufgaben und Vollmachten, wofür sie Abgaben (Marchfutter) erheben durften. In der Awarenmark entstanden neben den „Altsiedlungen“ aus der Awarenzeit neue Siedlungen von Baiern und von freien Slawen, die von ihren alten awarischen Herren vertrieben worden waren. Es gab aber auch gemeinsame Siedlungen von Baiern und Slawen.

#### Ludwig der Deutsche
817 übergibt König Ludwig der Fromme seinem Sohn Ludwig dem Deutschen die bairischen Stammlande Tassilos III. (Nordgau) und das bairische Ostland samt Awarenmark mit seinen halbautonomen slawischen Völkerschaften.

### Auflösung
Die „Altsiedler“ des Landes waren vorwiegend Slawen und ihre awarischen Herren. Mit dem fortschreitenden Zuzug fränkischer Bevölkerung bürgerte sich die Bezeichnung Pannonia ein. In den Jahren 819 bis 823 bedrohten die Kämpfe zwischen den Franken und dem Fürsten Ljudevit von Sisak die fränkische Herrschaft in Unterpannonien. Die Franken blieben aber siegreich. 828 wurde Karls Avaria zusammen mit der Mark Karantanien, die u. a. auch Slawonien umfasste, in die Marchia orientalis (Bairisches Ostland, Ostmark) eingegliedert und somit Teil des Herzogtums Baiern. Mit dem Vertrag von Verdun im Jahre 843 kam die Awarenmark gemeinsam mit Baiern in das Ostfrankenreich unter Ludwig dem Deutschen.
Im Jahre 870 ist schließlich auch die Bezeichnung plaga orientalis nachweisbar und der Name Awarenmark verschwand langsam. Die Mark ging in den folgenden Gebietskonstruktionen auf und teilte sich die Geschichte mit der Marcha orientalis als deren integrierter Bestandteil.

## Gebiete der Mark
Die Avaria reichte im Osten wohl bis über den Balaton hinaus. Im Südosten erstreckte sie sich bis nach Kroatien und Slowenien. Im Südwesten schloss sie an Karls ehemals langobardisches Oberitalien an. Einen Teil der Mark (ein Gebiet in der Wachau) hatte bereits Karl der Große dem bairischen Kloster Niederaltaich übergeben. Die Awarenmark war unterteilt in:
- Oberpannonien, vom Wienerwald bis zur Raab mit den selbständigen Verwaltungseinheiten Traungau, Donaugrafschaft und der Grafschaft Steinamanger (ab ca. 825) der Grafen Rihheri und Odalrich. Die Grenze zwischen Oberpannonien und Unterpannonien bildete zunächst die Drau und erst ab 828/830 die Raab.[3]
- Unterpannonien, von der Raab bis zur Drau mit dem Plattensee-Fürstentum (ab 839).
- Tributärfürstentum der verbliebenen Awaren (das so genannte Awaren-Chaganat von ca. 805–825) zwischen Sabaria und Carnuntum. Letzte Nennung einer awarischen Gesandtschaft am Aachener Reichstag von 822.

Diese Gebiete waren teilweise noch weiter in Untergrafschaften unterteilt.